# Kasaï-Oriental
Koordinaten: 6° 9′ S, 23° 36′ O
Kasaï-Oriental ist eine Provinz in der Demokratischen Republik Kongo. Hauptort von Kasaï-Oriental ist die Stadt Mbuji-Mayi. Die Einwohnerzahl wurde 2015 auf über 3 Millionen geschätzt.

## Geografie
Kasaï-Oriental liegt im südlichen Zentrum des Landes und grenzt im Nordosten an Sankuru, im Osten und Süden an Lomami und im Westen an Kasaï-Central.

### Verwaltungsgliederung
Die Provinz unterteilt sich in die fünf Territorien Kabeya-Kamwanga, Katanda, Lupatapata, Miabi und Tshilenge sowie die Stadt Mbuji-Mayi.

## Geschichte
Das Gebiet der heutigen Provinz Kasaï-Oriental gehörte zu der bedeutend größeren Provinz Kasaï. Diese Provinz sollte durch eine 2005 beschlossene Verwaltungsreform in drei neue Provinzen aufgeteilt werden. Diese Territorialreform wurde zuerst verschoben und im Januar 2011 durch eine Verfassungsänderung von Präsident Joseph Kabila abgesagt. Allerdings wurde die Neugliederung 2015 doch umgesetzt und damit große Teile der ehemaligen Provinz abgetrennt.